# Annabella Stuart
Annabella Stuart (1436 – 1509) è stata una principessa scozzese.

## Biografia
Annabella era la figlia più giovane di Giacomo I di Scozia, e di sua moglie, Giovanna Beaufort, figlia di John Beaufort, I duca di Somerset. Presumibilmente Annabella prese il nome dalla madre di suo padre, Annabella Drummond.

## Matrimoni

### Primo Matrimonio
Sposò, il 14 dicembre 1447 al Castello di Stirling, Luigi di Savoia, conte di Ginevra. Non ebbero figli e nel 1458 la coppia divorziò.

### Secondo Matrimonio
Annabella tornò in Scozia. Sposò, il 10 marzo 1459, George Gordon, II conte di Huntly, figlio di Alexander Gordon, I conte di Huntly. Ebbero due figli:
- Lady Isabella Gordon (?-1485), sposò William Hay, III conte di Erroll;
- Alexander Gordon, III conte di Huntly (?-1524).

Nel 1471 divorziò dal suo secondo marito a causa di una sentenza per motivi di consanguineità. 
Si pensava anche che fosse stata madre di altri quattro figli, tuttavia questo non è stato provato né smentito.
Lord Byron affermò di discendere da Annabella attraverso sua madre Catherine, figlia di George Gordon, XII Lord di Gight.

## Ascendenza
|                                    |                                            |                                  | Genitori                             |  |  | Nonni |  |  | Bisnonni             |  |  | Trisnonni      |  |
|                                    |                                            |                                  |                                      |  |  |       |  |  | Roberto II di Scozia |  |  | Walter Stewart |  |
|                                    |                                            |                                  |                                      |  |  |       |  |  | Roberto II di Scozia |  |  | Walter Stewart |  |
|                                    |                                            | Marjorie Bruce                   |                                      |  |  |       |  |  | Roberto II di Scozia |  |  |                |  |
| Roberto III di Scozia              |                                            |                                  |                                      |  |  |       |  |  | Roberto II di Scozia |  |  |                |  |
|                                    |                                            | Elizabeth Mure                   | Sir Adam Mure                        |  |  |       |  |  |                      |  |  |                |  |
|                                    |                                            | Elizabeth Mure                   | Sir Adam Mure                        |  |  |       |  |  |                      |  |  |                |  |
|                                    |                                            | Elizabeth Mure                   | Joan Cunningham                      |  |  |       |  |  |                      |  |  |                |  |
| Giacomo I di Scozia                |                                            | Elizabeth Mure                   |                                      |  |  |       |  |  |                      |  |  |                |  |
|                                    |                                            | John Drummond di Lennox          | …                                    |  |  |       |  |  |                      |  |  |                |  |
|                                    |                                            | John Drummond di Lennox          | …                                    |  |  |       |  |  |                      |  |  |                |  |
|                                    |                                            | John Drummond di Lennox          | …                                    |  |  |       |  |  |                      |  |  |                |  |
| Annabella Drummond                 |                                            | John Drummond di Lennox          |                                      |  |  |       |  |  |                      |  |  |                |  |
|                                    |                                            | Mary di Montifex                 | Sir William Montifex                 |  |  |       |  |  |                      |  |  |                |  |
|                                    |                                            | Mary di Montifex                 | Sir William Montifex                 |  |  |       |  |  |                      |  |  |                |  |
|                                    |                                            | Mary di Montifex                 | …                                    |  |  |       |  |  |                      |  |  |                |  |
| Annabella Stuart                   |                                            | Mary di Montifex                 |                                      |  |  |       |  |  |                      |  |  |                |  |
|                                    | Giovanni Plantageneto, I duca di Lancaster | Edoardo III d'Inghilterra        |                                      |  |  |       |  |  |                      |  |  |                |  |
|                                    | Giovanni Plantageneto, I duca di Lancaster | Edoardo III d'Inghilterra        |                                      |  |  |       |  |  |                      |  |  |                |  |
|                                    | Giovanni Plantageneto, I duca di Lancaster | Filippa di Hainaut               |                                      |  |  |       |  |  |                      |  |  |                |  |
| John Beaufort, I conte di Somerset | Giovanni Plantageneto, I duca di Lancaster |                                  |                                      |  |  |       |  |  |                      |  |  |                |  |
|                                    |                                            | Katherine Swynford               | Payne De Roet                        |  |  |       |  |  |                      |  |  |                |  |
|                                    |                                            | Katherine Swynford               | Payne De Roet                        |  |  |       |  |  |                      |  |  |                |  |
|                                    |                                            | Katherine Swynford               | …                                    |  |  |       |  |  |                      |  |  |                |  |
| Giovanna Beaufort                  |                                            | Katherine Swynford               |                                      |  |  |       |  |  |                      |  |  |                |  |
|                                    |                                            | Thomas Holland, II conte di Kent | Thomas Holland, I conte di Kent      |  |  |       |  |  |                      |  |  |                |  |
|                                    |                                            | Thomas Holland, II conte di Kent | Thomas Holland, I conte di Kent      |  |  |       |  |  |                      |  |  |                |  |
|                                    |                                            | Thomas Holland, II conte di Kent | Giovanna di Kent                     |  |  |       |  |  |                      |  |  |                |  |
| Margaret Holland                   |                                            | Thomas Holland, II conte di Kent |                                      |  |  |       |  |  |                      |  |  |                |  |
|                                    |                                            | Alice FitzAlan                   | Richard FitzAlan, X conte di Arundel |  |  |       |  |  |                      |  |  |                |  |
|                                    |                                            | Alice FitzAlan                   | Richard FitzAlan, X conte di Arundel |  |  |       |  |  |                      |  |  |                |  |
|                                    |                                            | Alice FitzAlan                   | Eleonora di Lancaster                |  |  |       |  |  |                      |  |  |                |  |
|                                    |                                            | Alice FitzAlan                   |                                      |  |  |       |  |  |                      |  |  |                |  |